# Bergerstraße 15 (Nördlingen)

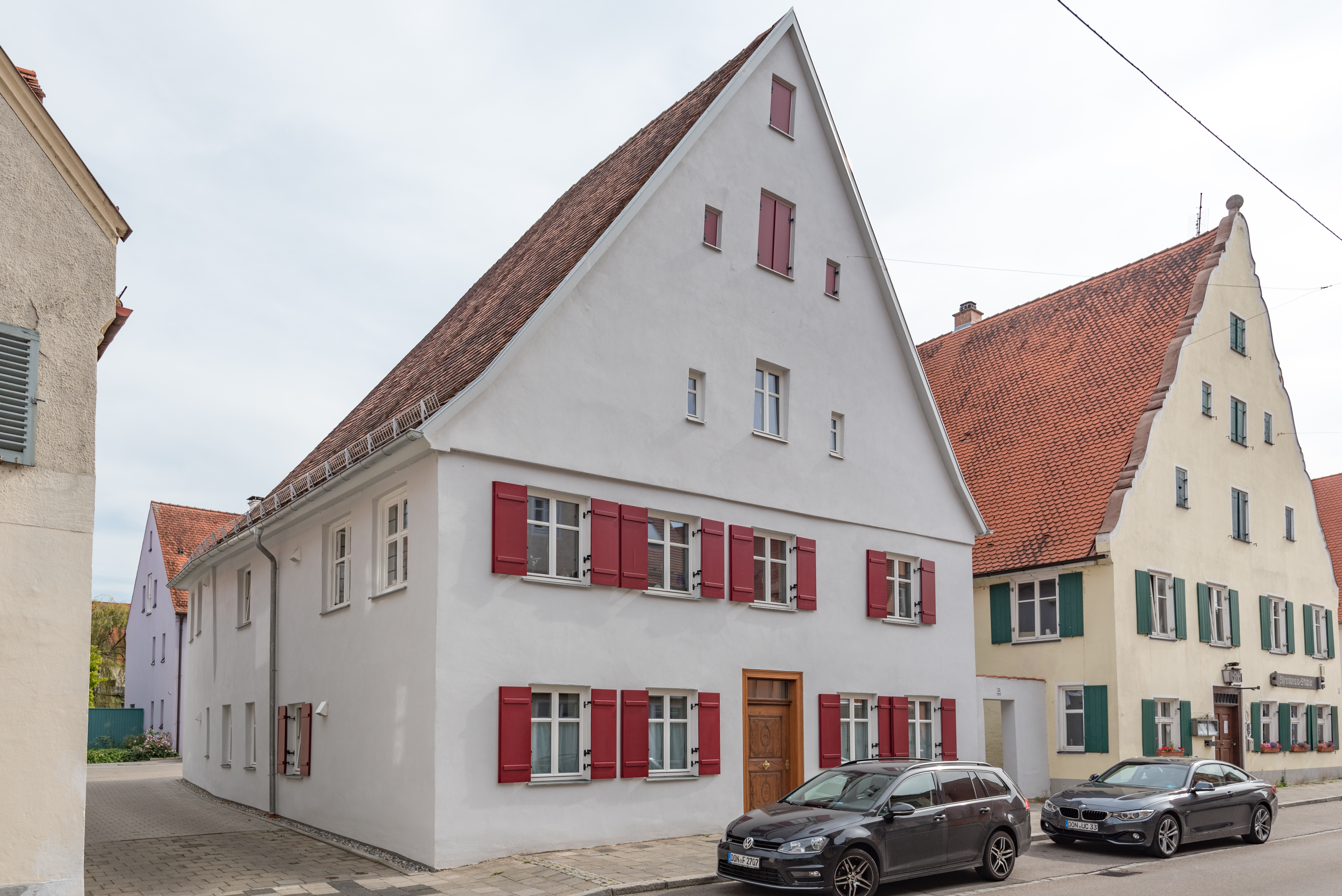
Gebäude Bergerstraße 15 in Nördlingen

Das Gebäude Bergerstraße 15 in Nördlingen, einer Stadt im schwäbischen Landkreis Donau-Ries in Bayern, ist ein geschütztes Baudenkmal.
Der zweigeschossige giebelständige Satteldachbau mit einfachem Fachwerkgiebel wurde im südlichen Teil um 1383 (mit einem Dachwerk um 1645) und im nördlichen Teil im Kern um 1420 errichtet. Im frühen 18. Jahrhundert wurde das Innere umgestaltet, so wurden z. B. die Türen mit geschweiften Füllungen ausgeführt.
Um 1800 wurde die einflügelige Haupteingangstür und die hofseitige zweiflügelige Haustür mit Zopfmotiven eingebaut.
Die straßenseitige Unterkellerung ist mit einem Tonnengewölbe versehen und verfügt über einen zugesetzten Kellerhals zur Straße.